# Шипитбаал III

Библ в составе Ахеменидской державы (около 500 года до н. э.)

Шипитбаал III (финик. Shipit-ba‘al) — царь Библа около 500 года до н. э.

## Биография
Шипитбаал III известен только из двух надписей. Первая сделана по повелению его неназванного по имени сына. Предполагается, что этим сыном мог быть царь Урумилк II, властвовавший в начале V века до н. э. Во второй надписи, сообщающей о дарах, данных Шипитбаалом III храму богини Астарты, он назван правителем Библа. На этих основаниях правление этого монарха датируют приблизительно концом VI — началом V века до н. э., временем властвования царя Дария I (522—486 годы до н. э.). Кто был непосредственным предшественником Шипитбаала III на престоле, не установлено: предыдущим известным правителем Библа был Милкиасап, деятельность которого относится к 660-м годам до н. э.
Никаких иных сведений о правлении Шипитбаала III не сохранилось. Известно только, что в то время Библ, также как и другие города Финикии, подчинялся верховной власти правителей Ахеменидской державы.
После Шипитбаала III власть над его владениями получил Урумилк II.